# Pilot (Schiff, 1864)
Die Pilot (russisch Па́йлот, deutsch transkribiert Pajlot) war ein russischer Schleppdampfer, der 1864 zum Eisbrecher umgebaut wurde. Das Schiff gilt als weltweit erster eiserner Eisbrecher moderner Bauart.

## Geschichte
Nachdem der Kronstädter Kaufmann Michail Britnew sich über die jährlichen finanziellen Verluste durch das Zufrieren der Seeverbindung zwischen Sankt Petersburg und Kronstadt unzufrieden gezeigt hatte, ließ er den von ihm betriebenen Schleppdampfer Pilot zu einem Eisbrecher umrüsten. Das Schiff war schon beim Bau mit einem Heckschraubenantrieb statt eines seinerzeit noch üblichen Schaufelradantriebs ausgerüstet, was den späteren Betrieb erheblich begünstigte. Das Vorschiff mit seiner scharf geschnittenen Stevenform wurde mit zusätzlichen Eisenplatten verstärkt, die schräggestellt waren, um das Auflaufen auf das Eis zu ermöglichen. Trotz der äußerst geringen Maschinenleistung von 62,5 Kilowatt wurde der Eisbrecher für seinen Eigner zu einem großen Erfolg. Die positiven Erfahrungen führten schon 1868 zu einem nachfolgenden Neubau nach dem Prinzip der Pilot, der mit 183 kW Leistung erheblich stärkeren Boi. Trotz der Erfolge und des aufmerksamen Interesses in einigen Ostseeanrainerstaaten hatten die beiden Schiffe zunächst keine direkten Nachahmer. Im Eiswinter 1869/70 führte das Einfrieren von neun Dampfern auf der Elbe allerdings zu einem Versuch, die Pilot für Hamburg zu erwerben, dieser schlug aber fehl. Erst der darauf folgende und nochmals erheblich schwerwiegendere Eiswinter führte in Hamburg zum Bau des Eisbrechers Comité, der im Dezember 1871 in Dienst gestellt wurde.
Die Pilot wurde bis 1890 betrieben, um die Winternavigationszeit zu verlängern.